# 小林惇希
小林 惇希（こばやし じゅんき、1997年1月18日 - ）は、日本のフリーアナウンサー。フットメディア所属。元信越放送 (SBC) アナウンサー。栃木県佐野市出身。

## 来歴
明治大学国際日本学部卒業後、2019年にSBCに入社。主に報道番組・スポーツ番組などを担当していた。
2022年3月にSBCを退社。フットメディアに所属しフリーアナウンサーとしての活動を始めた。

## 現在の担当番組
- スポーツ実況（サッカー、バスケットボールなど）[2]

## 過去の担当番組

### テレビ
- ずくだせテレビ（金曜（隔週）特集キャスター、2020年10月 - 2021年3月）
- SBCスペシャル（2020年4月 - 2021年3月）
- SBCニュースワイド（月・火→月 - 金、2020年10月 - 2021年12月）

### ラジオ
- SPORTS ON THE RADIO（2020年10月 - 2021年12月）